# 吉永ゆう
吉永 ゆう（よしなが ゆう、9月27日 - ）は、日本の漫画家。血液型はO型。

## 来歴
2007年、『デラックスベツコミ』春の超！特大号に掲載された『彼氏の事情』でデビューを果たす。
2009年、『ベツコミ』に掲載された読み切りがアンケートで上位になったことにより、「期待の新人」として2010年1月号より『恋人は16さい』の連載を開始。同年3月号で連載が終了。同年、同誌6月号からは『キスまでの距離』、11月号からは『君と恋を知った』の連載を開始。2011年には娘を出産をするが、吉永は「『育児休暇』という形にあまりとらわれず」との思いを抱えながら、2012年には同誌7月号からラブコメ作品『初恋アステリズム』を連載。その後同誌にて、2013年12月号より2014年7月号まで『ティーンズハウス』を連載。同誌2016年11月号から2018年11月号まで年上の男性との恋愛を描いた『恋にならないワケがない』、2019年2月号から運命の相手を探る『みらいのダンナさま』を連載。
2019年からは作画をデジタルに移行し、「デジタルとアナログの混合作業」で制作を行う。2020年よりフルデジタルでの制作となる。2021年、『ベツコミ』9月号より自己肯定感が低い女子高生を描いた『主人恋日記』を連載開始し、2025年6月号にて終了。

## 人物
好きなものは犬、アイスコーヒー。苦手なものはホラー、イモ虫。趣味はDVD鑑賞、買い物、睡眠。

## 作品リスト

### 連載
- 恋人は16さい（『ベツコミ』2010年1月号[4] - 3月号[5]）
- キスまでの距離（『ベツコミ』2010年6月号[6] - 2010年10月号）
- 君と恋を知った（『ベツコミ』2010年11月号[7] - 2011年7月号）
- 初恋アステリズム（『ベツコミ』2012年7月号[10] - 2013年7月号）
- ティーンズハウス（『ベツコミ』2013年12月号[11] - 2014年7月号[12]）
- 恋にならないワケがない（『ベツコミ』2016年11月号[13] - 2018年11月号[14]）
- みらいのダンナさま（『ベツコミ』2019年2月号[15] - 2021年6月号）
- 主人恋日記（『ベツコミ』2021年9月号[19] - 2025年6月号[21]）
  - 主人恋日記〜スペシャルエピソード〜（『ベツコミ』2025年8月号[22] - ） - 短期連載[22]

### 読み切り
- 彼氏の事情（『デラックスベツコミ』2007年春の超！特大号[1]） - デビュー作[1]
- Kの王子様[23]（『ベツコミ』2007年8月号） - 『恋人は16さい』に併録。
- お騒がせな彼女[24]（『ベツコミ』2008年5月号） - 『恋人は16さい』に併録。
- 罪恋 - 『罪恋』に収録。
- 恋に落ちるまで - 『罪恋』に収録。
- 夢で逢いましょう - 『罪恋』に収録。
- 金魚の涙 - 『罪恋』に収録。
- 恋のじゅもん - 『罪恋』に収録。
- 片想いの向こう側 - 『片想いの向こう側』に収録。
- あの角を曲がれば - 『片想いの向こう側』に収録。
- 天使がくれたもの - 『片想いの向こう側』に収録。
- 微糖な恋（『ベツコミ』2008年12月号[25]） - 『片想いの向こう側』に収録。
- 君と夏の合図（『ベツコミ』2009年5月号別冊付録[26]） - 『片想いの向こう側』に収録。
- 夏色メモリアル - 『初恋白書』に収録。
- 君と私の片想い - 『初恋白書』に収録。
- スキよりもキライ - 『初恋白書』に収録。
- 雪に願いを - 『初恋白書』に収録。
- 秋色メモリアル - 『初恋白書』に収録。
- キスなんかに溺れない（『ベツコミ』2016年8月号[27]）

### 書籍
- 『罪恋』小学館〈ベツコミフラワーコミックス〉、2009年2月26日発売[28]、ISBN 978-4-09-132225-8
- 『片想いの向こう側』小学館〈ベツコミフラワーコミックス〉、2009年7月24日発売[29]、ISBN 978-4-09-132655-3
- 『初恋白書』小学館〈ベツコミフラワーコミックス〉、2009年11月26日発売[30]、ISBN 978-4-09-132730-7
- 『恋人は16さい』小学館〈ベツコミフラワーコミックス〉、2010年5月26日発売[31]、ISBN 978-4-09-133267-7
- 『キスまでの距離』小学館〈ベツコミフラワーコミックス〉、2010年11月26日発売[32]、ISBN 978-4-09-133490-9
- 『君と恋を知った』、小学館〈ベツコミフラワーコミックス〉2011年[33]、全2巻
- 『初恋アステリズム』、小学館〈ベツコミフラワーコミックス〉2012年[34] - 2013年[35]、全3巻
- 『ティーンズハウス』、小学館〈ベツコミフラワーコミックス〉2014年[36] - 2015年[36]、全2巻
- 『好きなヒトの好きなひと』小学館〈ベツコミフラワーコミックス〉、2016年1月22日発売[37]、ISBN 978-4-09-137650-3
- 『悔しいけどキミが好き』小学館〈ベツコミフラワーコミックス〉、2016年8月26日発売[38]、ISBN 978-4-09-138470-6
- 『恋にならないワケがない』、小学館〈ベツコミフラワーコミックス〉2017年[39] - 2018年[40]、全5巻
- 『みらいのダンナさま』、小学館〈ベツコミフラワーコミックス〉2019年[16] - 2021年[41]、全7巻
- 『主人恋日記』、小学館〈ベツコミフラワーコミックス〉2021年[20] - 、既刊11巻（2025年6月26日現在）

### その他
- がんばれクマモト！マンガよせがきトレイン（2017年4月15日[42]） - 参加[42]